# One for All (Peter Criss-album)
One for All är ett musikalbum av Peter Criss, utgivet den 23 juli 2007.

## Låtförteckning
1. "One for All" (Peter Criss/Mike McLaughlin) – 4:47
2. "Doesn't Get Better Than This" (Criss/McLaughlin/Charles Kipp) – 5:08
3. "Last Night" (Criss/McLauhlin) – 4:27
4. "What a Difference a Day Makes" (Stanley Adams/María Grever) – 4:25
5. "Hope" (Criss/McLaughlin) – 2:47
6. "Faces in the Crowd" (Criss/McLaughlin) – 3:36
7. "Send in the Clowns" (Stephen Sondheim) – 3:52
8. "Falling All Over Again" (Criss/McLaughlin) – 4:42
9. "Whisper" (Criss/McLaughlin) – 4:16
10. "Heart behind These Hands" (Mark Schoenfeld/Barri McPherson) – 3:39
11. "Memories" (Criss/McLaughlin) – 3:48
12. "Space Ace" (Criss/Montague) – 5:10